# Noua Dreaptă
Az Új Jobboldal (románul Noua Dreaptă, genitivus/dativus Noii Drepte) 2000-ben alapított romániai szélsőjobboldali, soviniszta szervezet, 2015 novembere óta párt, amely a két világháború között tevékenykedő Vasgárda szellemi örökösének tekinti magát.
Szimbóluma, a kelta kereszt, általában zöld háttérrel szerepel, ami utalás a Vasgárda színére.
A szervezet Európa-szerte erősen antiszemita csoportokkal tart fenn kapcsolatokat, de mert Romániában a második világháború idején elkövetett népirtás után csak kis létszámú zsidó kisebbség maradt, fő célpontjuk a romániai magyar kisebbség, a romák, a homoszexuálisok és a kisebbségben lévő vallásos csoportok. Támogatói több alkalommal fizikai konfliktusba is keveredtek kisebbségi csoportok tagjaival. Az egyik emlékezetes ilyen eset volt, amikor 2006 májusában a rendőrség több tucat Noua Dreaptă tagot letartóztatott, akik erőszakkal próbálták meg megakadályozni a bukaresti GayFest parádét.

## Elvek és célok
A csoport militáns soviniszta és erősen vallásos román ortodox nézeteket vall. Honlapjuk szerint ellenzik a homoszexualitást, az abortuszt, a globalizációt, az Európai Uniót, a NATO-t, a vallási csoportokat a román ortodox egyházon kívül, a romániai magyar kisebbség autonómiáját, a külföldi kulturális behatásokat, beleértve az amerikai kultúrát, a manele zenét és a Valentin-nap megünneplését.
A Noua Dreaptă kultuszt épített ki a Vasgárda valamikori vezetője, Corneliu Zelea Codreanu köré, akit „Căpitanul” (a Kapitány) néven emlegetnek, mint Codreanu egykori követői.  
A szervezet deklarált célja Nagy-Románia megvalósítása. A teljes román haza határai addig terjednek szerintük – összhangban a klasszikus román geopolitikai iskolával –, ameddig a „Román Kárpátok” hordalékát a folyók terítik (Tisza–Dnyeszter köze). Ugyancsak erősen ellenzik a képviseleti demokrácia elveit, mert szerintük ezekből elégtelen kormányzat születik. A tagok egy része monarchista.
Az Új Jobboldal nem jegyeztette be magát politikai pártként, és nem is akarja választásokon megméretni magát, 2015-ben azonban mégis párttá alakult. A tagok száma néhány száz és néhány ezer között lehet. 
A szervezet kampányokkal igyekszik támogatókat szerezni, amelyek a külföldi kulturális befolyást figurázzák ki, például a Valentin-napot, amelynek az ortodox országokban, mint Románia, a legutóbbi időkig nem volt hagyománya. 
Vezetőjének saját rockegyüttese van, a Brigada de Asalt (Rohambrigád), amely soviniszta, szélsőjobboldali „légiós” dalokat játszik.

## Külföldi szélsőjobboldal kapcsolataik
Az Új Jobboldal tagja volt az Európai Nemzeti Frontnak, amely szélsőjobboldali csoportok ernyőszervezete. Sajtójelentések szerint kapcsolataik vannak többek közt a következő európai szélsőséges, soviniszta szervezetekkel: 
- Németországban a (Német Nemzeti Demokrata Párt)
- Angliában az Anglia az Első (England First)
- Olaszországban a Forza Nuova
- Spanyolországban a Falange
- Franciaországban a Renouveau Français
- Lettországban a Nacionala Speka Savieniba
- Szlovákiában a Jednota Slovenskej Mladeze

## Külső hivatkozások
- Az Új Jobboldal honlapja (románul)